# 八八艦隊
八八艦隊（はちはちかんたい）は、日本海軍の建艦計画。艦齢8年未満の戦艦8隻と巡洋戦艦8隻を中核戦力とし、所要の補助艦艇並びに第一線を退いた艦齢8年超の主力艦群を主軸として整備するものだった。ワシントン海軍軍縮条約の締結で中止となった。時期・規模の符合からアメリカ海軍のダニエルズ・プランとしばしば比較される。

## 概要
日露戦争において六六艦隊計画諸艦を中核とした帝国海軍は、戦史に名高い日本海海戦の完勝をはじめとする一連の戦いによりロシア海軍を壊滅させ、世界第3位の海軍国に躍進した。
他方、ロシア太平洋艦隊の消滅によって対峙すべき主敵を失ったことから、折から対立が深まりつつあったアメリカ海軍を新たな仮想敵として定め、対抗戦力の整備目標を検討することになる。その中で生まれたのが本項の八八艦隊であり、1907年（明治40年）、帝国国防方針における「国防所要兵力」の初年度決定において、戦艦8隻・装甲巡洋艦8隻として計画された。
その実現は帝国海軍の新たな悲願となったが、日露戦争直後から趨勢は弩級戦艦に移行し、主力艦の建造コストは膨大にのぼり、計画は日本の国力では手に余り兼ねない規模となり、即時の実現は不可能とみられたことから段階的に推進されることとなる。
シーメンス事件等の曲折を経ながらも計画は推進され、特に第一次世界大戦の大戦景気による経済成長を背景に予算確保に一定の目処がついたことから大正5・6年度の八四艦隊案・大正7年度の八六艦隊案を経て、大正9年度の八八艦隊案により構想全艦の予算が議会を通過した。
しかしながら当時の日本の歳出規模15億円に対し、この艦隊が完成した場合の年間維持費は6億円と予想され、それを維持することは不可能であったといわれている。また、八八艦隊案成立時点で帝国海軍はさらなる拡充策として「八八八艦隊」構想をも抱いており、もはや計画実現と国家破産を天秤にかけるほどの財政負担が重くのしかかりつつあった。
この状況は同様に建艦計画を推進していた列強諸国においても同様であり、各国とも財政上の問題から建艦競争にどこかで歯止めをかける必要性を感じるところであった。第一次世界大戦終結後の軍縮ムードは良い契機となり、最終的にはワシントン海軍軍縮条約(1921年)にて主力艦建造が抑制されることとなり、計画は消滅することとなった。これにより圧迫されていた日本の財政は解決した。

### 同時期の他国の建艦計画
- アメリカ - ダニエルズ・プラン

計画完遂の暁には、アメリカ海軍は戦艦52隻(内、巡洋戦艦6隻)、装甲巡洋艦10隻、巡洋艦31隻、駆逐艦108隻、潜水艦175隻他を1921年までに保有することとなる。
同プランによる戦艦10隻、巡洋戦艦6隻の主力艦合計16隻は八八艦隊と同数であり、両艦隊完成の暁に対決したならばという想定もなされ、計画年度上も計画規模上もよく比較される。なおダニエルズ・プランの次の計画もほぼ同規模で構想されている。
- イギリス - 対独二倍構想

従来より「二国標準主義」を掲げ、世界第2位のフランス海軍と第3位のロシア海軍を合したものと同等規模以上の海軍を整備する基本方針を掲げていた王立海軍であるが、三国協商などで仏露との外交関係が改善に向かったことと、新興ドイツ海軍の急速な成長を受け、ドイツ海軍に2倍する艦隊規模を維持する方針に転換した。折から弩級戦艦時代に突入し、従来の前弩級戦艦が一挙に陳腐化して建艦競争がリスタートされたという認識の下、ドイツ高海艦隊に倍する弩級艦・超弩級艦の整備にあたり両国の間で勃発した建艦競争は激化の一途を辿り、1年で8隻もの戦艦を建造した年度さえあったほどで、最終的には第一次世界大戦の遠因の一つにも数えられている。
大戦後は日米の勢力伸張に対応する必要が認められ、まず戦艦4隻・巡洋戦艦4隻が計画されたが、大戦により疲弊した国力で建艦競争を続けることへの懸念は軍縮会議開催の機運醸成に繋がった。
- ドイツ - 艦隊法

皇帝ヴィルヘルム2世とティルピッツ海相の下でドイツ海軍は、1897年議会上程翌年成立の艦隊法により、長期的な海軍力整備に着手した。当初の計画では戦艦19隻（8隻1隊で2個戦隊＋総旗艦1隻＋予備2隻）を艦齢25年にて保有するという比較的穏当なものであったが、1900年の第二次艦隊法は明確にイギリスへの対抗を宣し、リスク理論に基づく戦略抑止力醸成のため、艦隊規模を戦艦38隻（4個戦隊＋旗艦2隻＋予備4隻）に倍増するものとなった。
1908年の第二次艦隊法第二次改訂では定数は変更ないものの戦艦の艦齢を20年に短縮し、戦力急速整備のため1908～1911年にかけての4年にわたり、毎年4隻の戦艦・巡洋戦艦を起工することが定められた。
1912年の第二次艦隊法第三次改訂では第五戦艦戦隊の新設により、戦艦定数を41隻（5個戦隊＋総旗艦1隻）にまで増強した。これらの他巡洋戦艦20隻、巡洋艦40隻などを整備した結果、ドイツ高海艦隊（1907年、常備艦隊より改名）は急速な成長を遂げ、第一次世界大戦勃発直前にはイギリス海軍の6割に匹敵する世界第二位の大艦隊を整備していた。
なお艦隊法においては巡洋戦艦は大巡洋艦と規定され、建造は年1隻に抑制されていた。同時に複数の巡洋戦艦を建造できるようになるのは、大戦勃発で戦時体制に移行して後のことである。
- フランス - 装甲艦28隻整備構想

英独建艦競争追随の必要性から、1900年に装甲艦28隻整備構想が打ち出された。その後の弩級艦時代到来も踏まえ、1912年には20年までに戦艦28隻、巡洋艦10隻、水雷艇52隻、潜水艦94隻他を建造することとした。
- ロシア

日露戦争において海軍力の大半を消失し、大海軍国の地位から転落したロシア帝国であったが、弩級艦時代到来は再整備の良い機運となる。
1908年よりスタートした再整備計画では、1918年まで隔年毎に4隻の戦艦を起工する構想であり、最終的にバルチック・太平洋・黒海の3艦隊それぞれに戦艦8隻、巡洋戦艦4隻の主力艦合計36隻の整備を旨とした。

## 構想

### 主力艦
冒頭に示した通り、基本構想は「艦齢8年未満（0～7年）の戦艦8隻と巡洋戦艦8隻」を主力とするものである。これは、8年ごとに新型戦艦を建造することを意味する。
日本海軍は主軸となる戦艦と前衛・遊撃隊となる巡洋戦艦（装甲巡洋艦）を相互連携させることで艦隊決戦を有利に進める基本思想を持っており、八八艦隊もその想定に基づくものである。8隻という数字の根拠には諸説あるが、一つには「艦隊運用時に指揮統制可能な限界が8隻」というものがある。
なお艦齢8年未満の艦を第一線に、ということは、裏返せば8年を超えた艦も第二線級として保有し続けるということであり、当時想定されていた主力艦運用年数は24年であることから、帝国海軍は最終的に48隻の主力艦を整備・運用し、毎年2隻の新造艦を起工し続けることとなる。これが八八八艦隊となれば毎年3隻、総数72隻の戦艦・巡洋戦艦となり、当時の日本の国力限界を遙かに超えるものであったことは想像に難くない。

#### 諸元
八八艦隊主力艦の性能としては、下記のような数字が一般に知られていた。しかしこれらの諸元は後述する平賀アーカイブの公開により大きく修正を迫られ、そのまま受け取ることはできなくなっていることに留意されたい。
| 艦型     | 建造・計画隻数 | 排水量  | 速力        | 主砲       | 舷側装甲厚さ | 傾斜角   | 甲板装甲厚さ |
| -------- | -------------- | ------- | ----------- | ---------- | ------------ | -------- | ------------ |
| 長門型   | 2              | 33,800t | 26.5ノット  | 41cm砲8門  | 305mm        | 垂直     | 75mm         |
| 加賀型   | 2              | 39,979t | 26.5ノット  | 41cm砲10門 | 279mm        | 傾斜15度 | 102mm        |
| 天城型   | 4              | 41,200t | 30.0ノット  | 41cm砲10門 | 254mm        | 傾斜12度 | 94mm         |
| 紀伊型   | 4              | 42,600t | 29.75ノット | 41cm砲10門 | 292mm        | 傾斜12度 | 118mm        |
| 八号艦型 | 4              | 47,500t | 30.0ノット  | 46cm砲8門  | 330mm        | 傾斜15度 | 127mm        |

「天城」型と「紀伊」型の要目に大幅な差がないが、先行建造予定の天城型の実績を加味し、紀伊型はより強力な主砲・装甲に改設計される予定もあった。天城型にくらべて砲塔天蓋、中央水平甲板の防御力を増し、重量増加を舷側装甲の一部減少と速力低下で対応している。「軍艦尾張製造の件」には、「天城型と同艦建造の利点を失うことなく加賀型と同等の防御力を施し得たる」の表現が見られる。
最終八号艦型については海軍関係者および福井静夫造船官による予想であり、設計として決定したものではなかった。このため「天城」型12隻建造によるコスト低減が行われたであろうとの考察や、46cm 砲搭載艦として建造される可能性はなかったとする説は従来から存在した。他方、平賀譲造船官は1921年（大正10年）に出した意見書の中で、八八艦隊の最後4隻は18インチ砲搭載と述べており、少なくとも46cm砲が選択肢に入っていたことはうかがえた。牧野は、当初12門を目標とし、連装6基、三連装4基、四連装2基・連装2基が検討され、平賀の推奨により5万トン以内におさめるべく18インチ砲8門、16インチ防御の案が決定したという。しかし、海軍内部でのそのような計画資料は発見されていない。ただし、1920年3月27日付けの資料で、41センチ50口径砲と46センチ50口径（45口径ではない）の砲力比較資料は存在し、砲塔の構造図 や砲弾の構造 図も発見されている。また同時期の「主力艦ノ主砲ニ関スル件」においても「近い将来の主力艦には46センチ砲10門以上の砲数が必要」とあるが、同時に「新補充計画による主力艦に対しては、排水量・工作力などの点で46センチ砲は困難のため、41センチ砲で満足し」とも書かれている。

#### 平賀譲デジタルアーカイブによる考証
2008年4月1日、海軍造船官の平賀譲が携わった技術資料がアーカイブ化され、公開された。一連の公開資料に基づく考証が進捗した結果、旧来流布していた八八艦隊のイメージは大きく転換を迫られるものとなっている。
判明した事実を幾つか例示すると、下記の通りである。
- 天城型の煙突は当初の直立2本から結合型に変更された

設計図書の修正が確認され判明した。機関出力増大による煤煙の悪影響は深刻さを増しており、対応が求められるところとなっていたが、その回答が結合煙突であったことが確認された。なお史実においては長門型で屈曲煙突にて解決している。
- 紀伊型戦艦は2隻までとし、続艦は砲力を強化した新型へ移行（米サウスダコタ級戦艦を強く意識したもの）

長砲身の50口径16インチ砲12門を有し、米戦艦特有の重防御を兼ね備えた同艦の脅威は深刻に受け止められており、「加賀」型や「天城」型の45口径41cm砲10門では対抗が難しいと考えられていた。このため、建造スケジュールを鑑みて最小限の改正として「紀伊」型は「天城」型を基本に極力重防御を施して2隻に留め、続く十一号戦艦以降は新型で建造されることが決定された。設計の要点は火力向上にあり、少なくとも41cm砲12門以上が求められた。試案は各種存在し、三連装ないし四連装の多連装砲塔も本格的に検討が始まっている。
- 八号型巡洋戦艦の設計は構想レベルの進捗であり、詳細は主砲口径を含めて未定

試案と呼べるレベルの詳細計画案は存在しなかった。一方で平賀が皇太子に供覧した資料の中に同艦のシルエットとうかがえるものが存在しており、金剛型巡洋戦艦のように三番砲塔と四番砲塔の間に機関部を挿入して、二砲塔の間隔を大きく開いたものとなっている。平賀は18インチ砲を積みたかったようだが、主砲口径が決まるレベルまで設計は詰まっていなかった。

### 航空母艦
急速に発達しつつあった航空機については帝国海軍も無関心ではなく、改装水上機母艦「若宮」の運用を経て艦隊航空の道を開いた。第一次大戦中の母艦航空隊活躍もあり艦隊航空拡充の必要性を認識したことから、八八艦隊計画にも航空母艦建造を盛り込まれた。
その第一艦が八六艦隊案に「特務艦（運送艦）」名目にて盛り込まれ、史上2番目の航空母艦となった「鳳翔」である。続く八八艦隊案にも、その拡大改良型として「翔鶴」他一隻の建造が決定し、当面の構想としては最終的に四隻の航空母艦を整備することとされた。

### 巡洋艦
英海軍のアリシューザ級軽巡洋艦に端を発する近代的軽巡洋艦時代の到来もあり、日本でも巡洋艦陣の刷新が求められることとなった。その端緒は八四艦隊案にて小型の「天龍」型に始まり、より大型の7000トン級巡洋艦と二本立てで整備する構想が当初定められたが、天龍は巡洋艦としては小型過ぎて汎用性に乏しく、より大きな艦が求められた。
その結果誕生したのが中型の5,500トン型である。「球磨」型に始まる一連のシリーズは性能バランス上も、コストパフォーマンス上も良好と認められ、量産が決定された。
日本は「巡洋艦四隻同時建造状態の維持」を構想として掲げ、球磨型5隻、長良型6隻、川内型8隻と改良を重ねつつ次々に同級を建造していった。最終的には川内型3番艦にて建造は終了するが、構想としては続艦の建造も予定され、川内型7番艦までは艦名も決まっていた。また次期シリーズとしては米オマハ級への対応もあって砲力強化が求められ、5,600トンにて14cm砲連装四基の搭載が予定されていた（全砲中心線配置で片舷砲力8門、川内型までは三・四番砲架が両舷配置のため片舷砲力6門）。
また、同時期には拡大する建艦予算抑制の必要性が認識されていたこともあり、平賀譲大佐（当時）の提案による小型巡洋艦の試験建造が認められ、有名な「夕張」が5,500トン型1隻に換えて計画された。
以上のように艦隊のワークホースたる軽巡洋艦陣は極めて充実したものとなり、列強中でも最有力の一角を占めるに至ったが、米オマハ級や英ホーキンス級など、より大型で大火力の巡洋艦への対応の必要性が認められ、一度は消滅した大型巡洋艦の建造が復活した。八八艦隊案にて8,000トン級4隻が予定され、同艦の構想は後に古鷹型重巡洋艦として発展・結実する。

### 駆逐艦
駆逐艦整備構想は大型の峯風型系列とこれを補完する中型の樅型系列の、いわゆる「ハイ・ローミックス」にて推進された。
峯風型はさらに神風型に発展し、最終的には睦月型に至る一連のシリーズで、特型駆逐艦以降の劇的に発展した日本駆逐艦陣の中においては注目されることは少ないが、大正～昭和初期にかけての帝国海軍において貴重な補助戦力の中核を担うものとなった。
樅型も若竹型に発展しつつ整備が推進されたが、後にはやはり特型駆逐艦の登場により二等駆逐艦の系譜には終止符が打たれた（二等駆逐艦用の草木名は後に松型駆逐艦にて復活するが、これは一等駆逐艦である。）。
なお、神風型と若竹型は、当初艦名として固有の名称ではなく番号が与えられた。これは八八艦隊計画の推進により大量の駆逐艦建造が想定されたため、艦名の選定に不備が生じないための配慮である。計画の中止によって駆逐艦建造にも歯止めがかかることとなったため、後日改めて各艦に固有の名称が与えられた。
一連の駆逐艦群であるが、艦齢の進行から太平洋戦争開戦頃には退役・他艦種転用が始まっていた。

### 潜水艦
当時誕生したばかりの新艦種である潜水艦は、八八艦隊構想を進める中で急速な発達を遂げ、折からの第一次世界大戦でのUボートの猛威もあって大拡充が図られた。
これまでに１０隻少々でしかなかった潜水艦隊は、八四～八八の緒計画によって一挙に百隻近くが計上され、実績としても３８隻が竣工したが、過半はワシントン条約締結の影響を受けて計画が再編され建造取りやめとなった。
計画された潜水艦は多数のサブタイプに細分された少数ずつの建造となり、後の太平洋戦争で酷評された艦型不統一の悪癖がすでに萌芽を見せている。

### 補助艦艇
艦隊規模の膨張から各種補助艦艇の拡充も重要となった。当時は石炭から重油への移行期に当たり、特に運送艦（給油艦）は毎年のように計画された。これらは戦間期の油送任務に大活躍し、太平洋戦争開戦時における備蓄の多くはこれらの艦艇によって運ばれたものだった。
また八八艦隊案においては砲艦や水雷母艦、敷設艦や工作艦など、各種補助艦艇が計画された。

### 航空隊
航空母艦同様、海軍航空整備の必要性が認識されたことから初めて基地航空隊の整備予算が成立し、八四艦隊案にてまず3個隊の整備が認められた。爾後順次拡充され、八八艦隊案成立時点では17個隊（実用15隊・練習2隊）の開隊が決定していた。

### 人員養成
艦隊規模拡充に合わせて、それを動かす要員の育成も重要な課題となった。このため海軍兵学校は、長らく入学者は100名前後で推移していたが、八八艦隊計画にあわせて第50期から52期までは300人へと大幅に増員した。彼らは太平洋戦争期の佐官（すなわち軍艦・艦艇の艦長・艇長クラス）であり、日本海軍は艦隊の中枢を担う高級将校を、この時期に大量育成した人材にて賄うこととなった。

## 顛末
既述の通り、一連の建艦計画はワシントン海軍軍縮条約により終止符が打たれた。
当時は列強各国とも軍縮の必要性について共通認識が形成されており、軍縮会議の結論は概ね好意的に容認された。日本は主力艦保有量を対米六割に抑制されたことに一定の不満は抱いたものの、後のジュネーブ・ロンドン海軍軍縮会議が統帥権干犯問題にまで発展した事に比べれば統制は利いていたと言える。
計画された主力艦については、下記の通り始末された。
- 長門型 - 「長門」・「陸奥」共に完成。「陸奥」の保有については軍縮会議中で懸案の一つとされた。
- 加賀型 - 「加賀」は軍縮会議中に進水するも建造中止。実艦的に供した後解体の予定も後述「天城」の問題から空母改装が決定[15]。「土佐」も同じく進水し建造中止。実艦的に供した後海没処分。この折の実験にて水中弾効果が確認され、後の新型徹甲弾や魚雷の開発や水中防御構造研究に貴重なデータを提供した。
- 天城型 - 「天城」と「赤城」をワシントン条約の下で航空母艦に改装することを決定するも、「天城」は関東大震災にて重大な損傷を受け回復不能と判定され解体。「愛宕」「高雄」は船台上にて解体、資材は天城改装に流用された[16]。「赤城」「加賀」と大型航空母艦二隻保有決定により、「翔鶴」以下の建造は中止された。
- 紀伊型 - 「紀伊」「尾張」の建造訓令が会議時点で発令済、資材発注が進行。発注された資材は「天城」改装に転用。
- 第十一～十二号戦艦・第八～十一号巡洋戦艦 - 建造訓令未発令。

加えて駆逐艦や補助艦艇の建造も大幅に減じ、これだけの建造中止は事業を予定していた造船業者に深刻な影響を及ぼすことになるため、補償金が後日支払われた。また、海軍がもっとも多く取引していた鈴木商店は取引額を減じ、戦後不況と相俟って経営が悪化する要因となった。

## 新･八八艦隊
余談に類するが、冷戦末期に計画された海上自衛隊の1個護衛隊群の構成。護衛艦8隻（DDH：ヘリコプター艦1隻、DDG：ミサイル艦2隻、DD：汎用艦5隻）と、哨戒ヘリコプター8機（DDは1隻あたり1機で5機、DDHは3機、DDGは搭載しない）で編成されることから、俗に「8艦8機体制」と呼ばれるが、日本海軍での呼び名を転じて「八八艦隊」あるいは「新･八八艦隊」ともいう。